# My Little Pony: Дружба — це диво
«My Little Pony: Дру́жба — це ди́во» (англ. My Little Pony: Friendship Is Magic, досл. «Мій маленький поні: Дружба — це магія») — анімаційний телевізійний серіал, створений студіями Hasbro Studios (США) та DHX Media (Канада), ідея якого базується на лінії іграшок Мій маленький поні від Hasbro, Inc. Серіал відноситься до четвертого покоління франшизи My Little Pony та є послідовником ранніх ліній іграшок та телевізійних серій 80–90-х років.
Прем'єра мультсеріалу відбулася 10 жовтня 2010 року на американському платному телеканалі The Hub (пізніше Hub Network, зараз Discovery Family), що частково належить Hasbro. Мультсеріал транслюється в десятках країн світу більше ніж на двадцяти мовах. В Україні показ першого сезону розпочався 28 січня 2013 року на телеканалі ПлюсПлюс.
Визначною особливістю мультсеріалу «My Little Pony: Дружба — це диво» є те, що окрім цільової аудиторії — дівчат дошкільного та молодшого шкільного віку — він здобув величезну популярність у старших глядачів, здебільшого юнаків і чоловіків віком 12–50 років. Завдяки якісному виконанню, підміченому багатьма критиками, серіал став медіавірусом, що сприяло його поширенню та зацікавленню серед користувачів Інтернету та породило цілу інтернет-культуру шанувальників, які називають себе «бро́ні». Як наслідок такого неочікуваного інтересу широкої аудиторії, серіал досяг значного комерційного успіху та став найбільш рейтинговим продуктом телеканалу The Hub за всю історію його існування.
У кінці 2020 року на Discovery Family має відбутися прем'єра нового серіалу «My Little Pony: Життя поні».

## Історія створення
В загальному, My Little Pony — це медіафраншиза, що знаходиться у власності Hasbro, Inc. і спрямована на дівчат дошкільного та молодшого шкільного віку. Вона бере початок із лінії пластикових ляльок поні, що були розроблені Бонні Захерле, Чарльзом Мюнхінгером і Стівом Д'Аґуанно, і випускаються корпорацією з 1983 року. Дизайн іграшок переглядався щонайменше чотири рази з урахуванням актуальних вимог ринку, через що колекціонери виділяють чотири (умовно позначені G1, G2, G3, G3,5, G4) покоління іграшок та пов'язаної з ними медіапродукції. Окрім власне ляльок, до перших трьох поколінь належать кілька мультсеріалів 80–90-х років, а також короткометражних і повнометражних анімаційних direct-to-video фільмів. Ці медіаадаптації створювались уже до існуючих ліній іграшок та слугували рекламою для них.

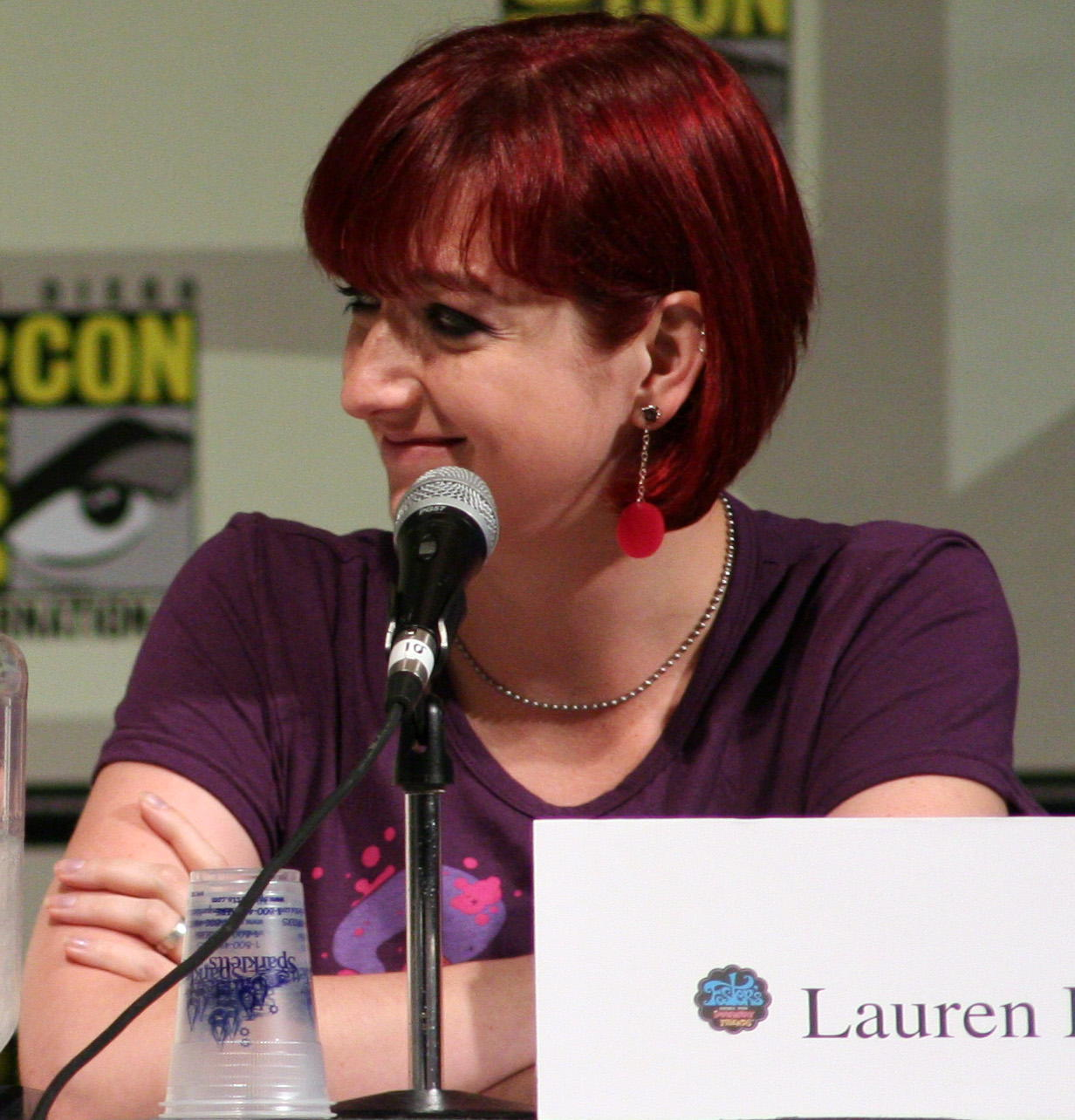
Лорен Фауст — творець мультсеріалу

У травні 2009 року корпорацією Hasbro було придбано 50 % акцій телеканалу Discovery Kids; при цьому Discovery Communications залишалися відповідальними за продаж реклами та дистрибуцію, а наповнення телеканалу лягло на плечі Hasbro. Спільний канал зрештою було запущено за півтора року, 10 жовтня 2010 р., під назвою The Hub (1 червня 2013 року перейменований на Hub Network, з 13 жовтня 2014 року — на Discovery Family). Заради наповнення майбутнього телеканалу було вирішено надати «нового подиху» деяким старим франшизам, що знаходились у власності Hasbro, зокрема My Little Pony.
У цей час сценарист та аніматор Лорен Фауст, що відома своєю причетністю до таких мультсеріалів, як «Суперкрихітки» та Foster's Home for Imaginary Friends («Притулок пані Фостер для уявних друзів»), намагалася продати власний ляльковий бренд «Galaxy Girls» для створення по ньому анімаційного шоу. Телеканали та студії постійно відмовляли Лорен, тому що мультфільми для дівчат вважалися неуспішними. Коли Лорен звернулася до Hasbro, останні, натомість, запропонували їй поглянути на деякі з останніх анімаційних робіт My Little Pony та порекомендувати, що з цим можна зробити.
Таким чином, Лорен було найнято, аби вона створила «pitch bible» для нового шоу. Спершу Фауст поставилася до роботи скептично, бо, на її думку, серіали, засновані на лініях дівчачих іграшок, є зазвичай нудними, а персонажі — настільки шаблонно-ідеальними, що юним глядачкам важко себе з ними ототожнити. Будучи переконаною феміністкою, Лорен прагнула зруйнувати стереотип, що мультфільми для дівчат — низькоякісні та нецікаві, тож роботу над My Little Pony вона сприйняла як можливість створити якісний дівочий розважальний продукт. На думку Лорен, «дівчата люблять історії зі справжнім конфліктом, дівчата достатньо кмітливі, щоби розуміти складні сюжети, дівчат не так легко налякати, як усі звикли вважати». Працюючи над pitch bible, Фауст одразу зробила акцент на тому, що сюжети повинні бути не примітивними, а персонажі — знайомими, але водночас різними, мати свої переваги і слабкості, а не бути «армією однакових милих дівчаток, чи армією однакових королев краси, як їх зазвичай змальовують у інших шоу для дівчат».
Hasbro не заперечували проти новаторства, оскільки запропоновані Фауст ідеї гарно вписувались у концепцію нового телеканалу як сімейного, тож Лорен не була обмежена у своїй творчості. Далі вимоги корпорації зводитимуться лише до наявності певних маркетингових елементів — наприклад, одна з героїнь повинна бути зв'язана з модою, у мультсеріалі повинна бути школа, крамниця одягу тощо,— і ці елементи органічно вписуватимуться творцями в серіал. Перед затвердженням планувалося, що епізоди матимуть тривалість 11 хвилин, відповідно до якої Фауст підготувала свій перший сценарій — The Ticket Master (укр. «Зайвий квиток»), проте вона наполягла на традиційних 22-хвилинних епізодах, і Hasbro погодились на це. Через рік підготовки pitch bible та презентації короткого 2-хвилинного уривку корпорація дала зелене світло шоу та затвердила Лорен Фауст як виконавчого продюсера.
Фауст зібрала команду з багатьох тих людей, із якими вона працювала раніше: Пола Рудіша, Роба Рензетті, сценаристів М. А. Ларсона, Емі Кітінг Роджерс, Меган МакКарті, Шарлотту Фуллертон, Сінді Морроу та інших. Вибір анімаційної студії спинився на Studio B Productions (у вересні 2010 року стала частиною DHX Studio та була перейменована на DHX Studio Vancouver), оскільки в них був значний досвід роботи із флеш-анімацією різних тварин. Між студією та Фауст було погоджено, що режисерами будуть Джейсон Тіссен та Джеймс Вуттон. Сценарії епізодів створювалися в Лос-Анджелесі, після чого аніматори Studio B займалися підготовкою матеріалів до анімації: розкадровували сценарії та рисували героїв, їх ключові пози, тло та інші основні елементи, які студія надсилала на затвердження назад. Коли підготовчі роботи було завершено, матеріали надсилалися на анімацію — спершу цей етап виконувала Studio B, а з кінця першого сезону — філіппінська студія Top Draw Animation. Лорен Фауст та Джейсон Тіссен брали участь у підборі акторів озвучення (див. картку), а всі роботи зі звукозапису здійснювалися компанією Voicebox Productions. Музичне оформлення довірили Вільяму Кевіну Андерсону, а автором пісень став Деніел Інгрем.
Прем'єра мультсеріалу відбулася 10 жовтня 2010 року разом із запуском телеканалу The Hub. Другий сезон, що демонструвався 2011—2012 рр., стартував з оціночною кількістю 339 тис. глядачів, а останні епізоди цього сезону поставили рекорд телемережі із кількістю 1 032 400 глядачів. Після закінчення першого сезону Лорен Фауст оголосила, що залишає шоу. У другому сезоні її роль скорочується до консультуючого продюсера, а із третього — зникає взагалі.

## Світ мультсеріалу
Світ мультсеріалу — фентезійний, у ньому проживають різні істоти реального світу: лісові звірі, птахи, свійські тварини тощо — поруч із казковими: гідрами, драконами, грифонами, феніксами. Події мультсеріалу відбуваються у чарівному краї Екве́стрія (з лат. equus — кінь). Переважними мешканцями Еквестрії є поні різного віку і видів:
- земні поні — працьовиті мешканці містечок, що переважно пораються біля землі;
- єдинороги — поні, що мають магічний ріг і сильнішу, ніж в інших, здатність до магії;
- пегаси — поні, що мають крила й уміють літати; основна діяльність — стежити за погодою;
- алікорни — поні, що мають і крила, і ріг, і володіють найпотужнішою магією. Станом на кінець шостого сезону відомо п'ять алікорнів.

Серед поні в Еквестрії мешкають і інші непарнопалі — віслюки, мули, зебри. Поблизу Аплу́зи — містечка «на Дикому Заході» — мешкає стадо бізонів.
Окрім Еквестрії в мультсеріалі згадуються й інші землі, зокрема Кристальна Імперія (вперше згадується в третьому сезоні) та Сідлова Аравія (англ. Saddle Arabia — гра слів saddle — сідло та Saudi Arabia — країна Саудівська Аравія; згадується в п'ятому епізоді третього сезону).
Світ мультсеріалу позбавлений відчуття епохи. Рівень технологій обмежений до простіших засобів, як-от кінопроєкторів та магнітофонів.

### Сюжет
У мультсеріалі чітко видно два типи історій: історії-пригоди і історії про стосунки між героями. У перших баченнях Фауст кількість тих і інших була зрівноваженою, проте з огляду на молодшу аудиторію та інші обмеження, кількість останніх було зменшено на користь розповідей про взаємодію між персонажами.
Перші дві пілотні серії знайомлять глядача з головними героями та експозицією мультсеріалу. Історія розпочинається із Тва́йлайт Спаркл — молодої поні-єдинорога, що живе в столиці Еквестрії Кантерло́т (від назви легендарного Камелота, де перша частина замінена на англ. canter — легкий галоп) та все своє життя присвячує навчанню під крилом своєї наставниці Принцеси Селе́стії. Одного дня Твайлайт натрапляє на пророцтво про повернення Місячної Поні — могутньої поні-алікорна, яка тисячу років тому хотіла встановити вічну ніч, за що була ув'язнена на місяці. Твайлайт попереджує Принцесу, проте та радить учениці відпочити від книжок і вирушити до містечка Понівіля, щоб прослідкувати за підготовкою до свята Літнього Сонця, і, що важливіше, знайти собі друзів. Під час перевірок Твайлайт знайомиться із п'ятьма іншими поні: Е́плджек, Ре́йнбоу Деш, Ре́ріті, Фла́тершай та Пі́нкі Пай,— утім без ентузіазму сприймає їхнє бажання потоваришувати, оскільки більше переймається поверненням Відьми. Коли пророцтво збувається, Твайлайт розповідає новим друзям про Елементи Гармонії — шість невідомих магічних артефактів, що одного разу вже спиняли Відьму, але відомі тільки п'ять із них, і знаходяться вони у закинутому замку в Темному Лісі. Упродовж подорожі Лісом поні стикаються із п'ятьма викликами, кожен із яких вдається подолати завдяки особливій рисі характеру кожної із п'яти подруг Твайлайт: радості, чуйності, шляхетності, чесності та вірності. У замку Твайлайт зустрічається з Відьмою, котра трощить артефакти, проте Твайлайт усвідомлює, що дух Елементів Гармонії живе в ній та її нових друзях, а осягнення цінності дружби породжує шостий елемент — Магію. Зрозумівши це, шестеро поні долають Відьму, визволяючи з її полону Принцесу Лу́ну, молодшу сестру Принцеси Селестії, разом з якою вони правили Еквестрією тисячу років тому. Сестри возз'єднуються, після чого Твайлайт просить Принцесу Селестію дозволити їй залишитись у Понівілі, адже тільки тепер вона дізналась, яка це радість — мати друзів, і не хоче прощатися з ними. Принцеса дає Твайлайт нове завдання: віднині вона повинна вивчати магію дружби разом зі своїми новими подругами, а про свої досягнення розповідати Принцесі в листах.
В наступних епізодах Елементи Гармонії майже не згадуються — більшість серій присвячені окремим подіям із життя героїв, їхній взаємодії та спільному вирішенню різних проблем. Наприклад, в епізоді «Зайвий квиток» Твайлайт постає перед дилемою, кому віддати зайве запрошення на королівську вечірку, адже у кожної з подруг є вагомі причини, щоб туди потрапити. А в епізоді «Яблуні розбрату» героїні намагаються примирити аплузійців — поселенців містечка на Дикому Заході — із бізонами, що споконвіку жили на цих землях. Деякі епізоди присвячено темі «відзнак» (англ. cutie marks) — позначок на боці поні, що відображують їх особливі таланти і з'являються, коли приходить усвідомлення свого покликання. Так, наприклад, у серії «Історії відзнак» розповідається про те, як кожна із головних героїнь отримала свою відзнаку, а в серії «В очікуванні відзнак» зароджується дружба між трьома лошатами, що ще їх не мають.
Серії мультсеріалу «My Little Pony: Дружба — це диво» зачіпають велике коло життєвих проблем, як-от конфлікти інтересів, стосунки в сім'ї, культурні відмінності, боротьбу зі своїми недоліками та примирення з чужими. При цьому самі епізоди зазвичай не пов'язані між собою та є окремими історіями — винятками є деякі епізоди першого сезону («Зайвий квиток», «Вбрання для тріумфу» та «Найкраща ніч в житті»), де прослідковується процес підготовки до королівського балу Гранд Галоп (англ. Grand Galloping Gala), епізоди, де відбувається перше знайомство із головними і другорядними персонажами, та десятий і дванадцятий епізоди третього сезону («Спайк до ваших послуг», «Еквестрійські ігри»), події яких відбуваються паралельно. Іноді сценаристи залишають згадки про те, що відбувалося в попередніх епізодах, як винагороду для тих, хто слідкує за серіалом. В загальному, шоу не має часової послідовності.
В кінці кожної серії присутня мораль: Твайлайт пише Принцесі Селестії листа, в якому розповідає, що нового вона дізналася про дружбу. Починаючи з другого сезону, листи пишуть також її друзі. В деяких епізодах третього сезону цю закономірність порушено.
Виділяються зі списку серій ті епізоди, котрі складаються із двох серій. Це:
- пілоти першого сезону — Friendship is Magic — Part 1–2 («Дружба — це диво, ч. 1–2»);
- початок другого сезону — The Return of Harmony — Part 1–2 («Відновлення гармонії, ч. 1–2»);
- кінець другого сезону — A Canterlot Wedding — Part 1–2 («Весілля у Кантерлоті, ч. 1–2»);
- початок третього сезону — The Crystal Empire — Part 1–2 («Кристальна Імперія, ч. 1–2»);
- початок четвертого сезону — Princess Twilight Sparkle — Part 1–2 («Принцеса Твайлайт Спаркл, ч. 1–2»);
- кінець четвертого сезону — Twilight's Kingdom — Part 1–2 («Королівство Твайлайт, ч. 1–2»);
- початок п'ятого сезону — The Cutie Map — Part 1–2 («К'юті-мапа, ч. 1–2»);
- кінець п'ятого сезону — The Cutie Re-Mark — Part 1–2 («К'юті-перемаркування, ч. 1–2»);
- початок шостого сезону — The Crystalling — Part 1–2 («Кришталення, ч. 1–2»);
- кінець шостого сезону — To Where and Back Again — Part 1–2. («Туди і звідти, ч. 1–2»);
- кінець сьомого сезону — Shadow Play — Part 1–2.

Ці епізоди відрізняються від інших тим, що в них наявний ворог-лиходій, із яким шістьом головним героїням належить зіштовхнутися гуртом.

### Персонажі
Події мультсеріалу обертаються навколо пригод і повсякденного життя молодої поні-єдинорога Тва́йлайт Спа́ркл (англ. Twilight Sparkle — Сутінкова Іскринка; озвучує Тара Стронг, пісні виконує Ребекка Шойхет), її помічника — дракончика Спайка (англ. Spike — Шип; озвучує Кеті Візлак) та її друзів у Понівілі:
- Е́плджек (англ. Applejack — від apple — яблуко та -jack — вправний, трудящий) — земна поні, що працює на сімейній яблучній фермі на околиці Понівіля. Озвучує Ешлі Болл;
- Ре́йнбоу Деш (англ. Rainbow Dash — Райдужний Ривок) — спортивна поні-пегас із хлопчачим характером, що стежить за погодою і полюбляє змагання. Озвучує Ешлі Болл;
- Ре́ріті (англ. Rarity — Рідкісність) — витончена поні-єдиноріг, яка працює дизайнером одягу і прагне до вищого світу. Озвучує Табіта Сен-Жермен, пісні виконує Казумі Евенс;
- Фла́тершай (англ. Fluttershy — Сором'язливе Порхання) — тендітна й сором'язлива поні-пегас, що любить піклуватися про тварин. Озвучує Андреа Лібман;
- Пі́нкі Пай (англ. Pinkie Pie (від Pinkamena Diana Pie)  — букв. Рожевий Пиріг, pie також — ледь божевільна людина) — гіперактивна поні, що живе і працює в цукрарні й обожнює влаштовувати вечірки. Озвучує Андреа Лібман, пісні виконує Шеннон Чан-Кент.

Основне дійство серіалу відбувається у фантастичному краї Еквестрія, яким правлять Принцеса Селе́стія (англ. Princess Celestia — Небесна, Зо́ряна; озвучує Ніколь Олівер) та її молодша сестра Принцеса Лу́на (англ. Princess Luna — Місячна; озвучує Табіта Сен-Жермен). В кінці другого сезону з'являється ще одна принцеса — Принцеса Ке́йденс (англ. Princess Cadance — Милозвучна, Гармонійна), що виходить заміж за старшого брата Твайлайт Ша́йнінґ А́рмора (англ. Shining Armor — Блискучі Лати), і з яким вони разом опіковуються Кристальною Імперією.
Кілька епізодів мультсеріалу присвячено пригодам друзів-лошат, які назвали себе «Шукачі відзнак» (англ. Cutie Mark Crusaders):
- Епл Блум (англ. Apple Bloom — Яблуневий Цвіт) — молодша сестра Еплджек, земна поні (озвучує Мішель Кребер);
- Сві́ті Белль (англ. Sweetie Belle — Мила Красуня) — молодша сестра Реріті, єдиноріг (озвучує Клер Корлетт);
- Скуталу́ (англ. Scootaloo) — пегас, яка дуже захоплюється Рейнбоу Деш (озвучує Меделайн Пітерс).
- Бебс Сід (англ. Babs Seed — букв. Барбара Зе́рня) — двоюрідна сестра Епл Блум із Гривхеттена, що спершу знущалася, та згодом приєдналася до Шукачів відзнак (озвучує Бріанна Драймонд).

У шоу присутня велика кількість другорядних персонажів. До найближчого оточення головних героїв належать персональна учениця Твайлайт, яка спокутує провину за злі вчинки та навчається дружбі — Ста́рлайт Ґлі́ммер (англ. Starlight Glimmer — Зоряне Мерехтіння), вчителька місцевої школи Черілі́ (англ. Cheerilee), старший брат Еплджек Великий Макінто́ш (англ. Big Macintosh), загадкова зебра Зеко́ра (англ. Zecora), власники цукрарні Містер та Місіс Кейк (англ. Mr. Cake, Mrs. Cake — Пан та Пані Пиріг) та інші.
До антагоністів належать спотворене втілення Принцеси Луни — Відьма з Місяця, дух хаосу і розбрату драконікус Діско́рд (англ. Discord — Розбрат), ватажок перевертнів-«чейнджлінґів» Королева Криза́ліс (англ. Queen Chrysalis), колишній тиран Кристальної Імперії Король Со́мбра (англ. King Sombra), Сансет Ш́иммер (англ. Sunset Shimmer — Західне Мерехтіння), минула учениця Селестії, що вкрала корону Твайлайт, Лорд Ті́рек (англ. Lord Tirek), кентавр зі здатністю поглинати магію поні, тим самим роблячи себе сильнішим, та Ста́рлайт Ґлі́ммер (англ. Starlight Glimmer — Зоряне Мерехтіння), поні-єдиноріг, що володіє потужною магією та здатна відбирати к'ютімарки інших поні.

## Серії
Станом на 2017 рік випущено 7 сезонів та чотири повнометражні мультфільми (My Little Pony: Дівчата з Еквестрії, My Little Pony: Еквестрійські дівчата — Райдужний рок, My Little Pony: Дівчата з Еквестрії — Ігри Дружби та My Little Pony: Дівчата з Еквестрії — Легенда про Еверфрі). Також восени у світовий кінопрокат виходить повнометражний мультфільм My Little Pony у кіно. П'ятий сезон транслювався в США з 24 квітня по 28 листопада 2015 року. 31 березня 2015 року телеканал Discovery Family анонсував у своєму прес-релізі шостий сезон серіалу. Пізніше цю інформацію також підтвердив режисер Джим Міллер.
{{:Список серій мультсеріалу «My Little Pony: Дружба — це диво»/Огляд}}

## Трансляція

### Трансляція в США
«My Little Pony: Дружба — це диво» був одним із кількох анімаційних серіалів, прем'єра якого відбулася в перший день мовлення телеканалу The Hub, 10 жовтня 2010 року. У березні 2011 року було повідомлено про роботу над другим сезоном, що транслюватиметься у 2011—2012 роках. Прем'єра другого сезону відбулася 17 вересня 2011 року, яку переглядали 339,000 глядачів. Hasbro зафіксували найбільшу кількість глядачів за всю історію телекомпанії під час прем'єрного показу двосерійного фіналу другого сезону A Canterlot Wedding («Весілля в Кантерлоті»), що становила приблизно 1,032,400 чол.
Мультсеріал транслюється з рейтингом TV-Y (від 2 років і старше). Перший сезон був вироблений та транслювався згідно зі стандартами E/I (освітньо-інформаційний), але Hasbro зняли цю вимогу, починаючи з другого сезону.

### Трансляція в Україні
Прем'єра першого сезону «My Little Pony: Дружба — це диво» в Україні відбулася 28 січня 2013 року на дитячому телеканалі ПлюсПлюс. Серії транслювалися о 10:30 з повтором о 8:30 наступного дня. Проте, прем'єрний показ першої частини двосерійного епізоду «Дружба — це диво» відбувся 28 січня о 8:30 без повторів цього чи наступного дня.

## Український дубляж

### Студія «Майстер-Відео» на замовлення телеканалу«ПлюсПлюс»(2013—2014)[16]
- Наталя Романько-Кисельова — Твайлайт Спаркл, Пінкі Пай, Флаттершай, Епл Блум, Світі Бель (1 сезон), Скуталу (з 2 сезону), Даймонд Тіара, Тріксі (1 сезон), Спітфайр (3 сезон), Мод Пай, Дейрін Ду (4 сезон), Сапфіра Шорс (4 сезон), Дерпі, інші
- Юлія Перенчук — Рейнбоу Деш, Еплджек, Реріті, Спайк, Світі Бель (з 2 сезону), Скуталу (1 сезон), Принцеса Луна, Бебс Сід, Лайтінґ Даст, Спітфайр (1 сезон), Сніпс і Снейлз (3 сезон), Даймонд Тіара (С02Е23, С03Е04), Сільвер Спун, Дейрін Ду (у 2-му сезоні), інші
- Анастасія Жарнікова — Рейнбоу Деш, Еплджек, Реріті, Спайк, Світі Бель, Принцеса Луна, Спітфайр (4 сезон), Сніпс і Снейлз (4 сезон), Сільвер Спун, Сібріз, інші
- Олена Бліннікова — Принцеса Селестія, Принцеса Кейденс, Королева Кризаліс, Відьма з Місяця, Бабуся Сміт, міс Черілі, Зекора, Місіс Кейк, Мер, Ґільда, Фотофініш, Сапфіра Шорс (1 сезон), інші
- Валентина Сова — Принцеса Селестія, Принцеса Кейденс, Відьма з Місяця, Бабуся Сміт, міс Черілі, Зекора, Мер, міс Харшвіні, Тріксі (з 3 сезону), Навіжена, інші
- Ярослав Чорненький — Великий Макінтош, Шайнінг Армор, Діскорд, Лорд Тірек, Король Сомбра, Керрот Кейк, Сніпс і Снейлз (1 сезон), Кренкі Дудл, Піжон, Флім, Флем, Ахізотл, Айрон Вілл, Гойті-Тойті, Сир Сирдвіч, Булк Біцепс, Трендерхуф, інші
- Дмитро Завадський — Великий Макінтош, Шайнінг Армор, інші

### Студія «1+1» на замовлення телеканалу«ПлюсПлюс»(2015—2019)[17]
- Наталя Романько-Кисельова — Твайлайт Спаркл, Принцеса Селестія (7x25-8x07), Містмейн (7x26), Найтмер Мун (7x10), Мод Пай (7x24-8x18), Клір Скайс, інші
- Катерина Брайковська — Еплджек, Епл Блум (замінила на 1 репліку Єлизавету Зіновенко у 6 сезоні, 23 серії), Мунденсер, Ембер, Місті Флай, молода Мер
- Анастасія Жарнікова-Зіновенко (до 9х21) — Рейнбоу Деш, Скуталу, Йона, Мінует, Гот-поні (С5Е14), молода бабуся Сміт, Пінкі Пай (С5Е25), інші
- Дарина Муращенко (до 7х23) — Реріті, Даймонд Тіара, Тріксі, Бон Бон, Лемон Хартс, Плед Страйпс, інші
- Єлизавета Зіновенко — Пінкі Пай, Епл Блум, Флітфут (у 7-му сезоні), Мунденсер у дитинстві, молода Кап Кейк, Лотос
- Юлія Перенчук — Флаттершай, Сілвер Спун, Дерін Ду (перша половина 7x17), Зіпорвіл (у 7-му сезоні), Тула Рула, Старлайт Ґліммер (замінила Олену Яблочну на 1 репліку у 7 сезоні 25 серії.), Ґільда в дитинстві, Роуз, незадоволена клієнтка (С5Е14), інші
- Лариса Руснак — Принцеса Селестія, Мод Пай, Лайра, Сінемон Чай, фешенебельна поні (С5Е14)
- Лідія Муращенко — Спайк, Принцеса Луна, Сомнамбула, Кап Кейк, Матильда, Дейбрейкер, Зекора (5x26), професорка Фоссіл, Ренґлер, інші
- Олена Яблочна — Принцеса Кейденс, Старлайт Ґліммер, Черілі (7x07, 7x23), Аметист Стар, Мамця Гуффілд, Блейз, інші
- Софія Балан — Реріті (починаючи з 7x25), Тріксі (починаючи з 7x24)
- Вікторія Бакун — Реріті (починаючи з 9-го сезону), Скуталу (9x12)
- Анна Дончик — Козі Глоу, Сільверстрім, Пеа Баттер, Дерін Ду (друга половина 7x17, 7x25), Черілі (7x03), Колоратура, Вейпор Трейл, Лаймстоун Пай, Стормі Флер
- Ганна Соболєва — Рейнбоу Деш (починаючи з 9x21)
- Павло Скороходько — Рокхуф, Ґелас, Брайт Мак, Бреберн (у 5-му сезоні), Паті Фейвор, Найт Лайт, Фезер Бенґз, Сніпс, Доктор Хувз, Свенґалоп, Фезервейт, Бірч Бакет, інші
- Вікторія Москаленко — Принцеса Луна (починаючи з 9-го сезону), інші
- Катерина Буцька — Світі Белл, Сессі Седлс, Ґабі, Дерін Ду, Шуґар Белл, Коко Помель, Спітфайр (6x24), Інкі Роуз, Ролінґ Сандер, Рейн Шайн, Твінклшайн, Коконат Крім, Твайлайт Спаркл (5x26)
- Олександр Погребняк — Шайнінг Армор, Соарін, Зефір Бриз, Скай Стінґер, Дабл Даймонд, Рамбл, Коріандр Кумин, Фешн Плейт, інші
- Аліса Гур'єва — Мейдж Медоубрук, Оселус, Містмейн (7x16), Спітфайр, Лайтнінґ Даст, Найт Ґлайдер, Кеттл Корн, Дейзі, Петунія, Лотос (6x11), Еплджек (частково у 6x23), інші
- Ірина Дорошенко — Бабуся Сміт, Ґолді Делішес, Алое, інші
- Людмила Ардельян — Голос у лісі, Ґільда, Спойлд Річ (у 6-му сезоні), Черрі Джубілі, інші
- Олена Узлюк — Мер, Зекора (5-6 сезони), Черілі, Отом Блейз, Стеллар Флер, Сессі Седлс (7x06), Еплсоус, Оушн Флоу, медсестра Редхарт, Лілі Веллі, інші
- Михайло Тишин — Біґ Макінтош, Снейлз, Ґарбл, Файрлайт, Гойті-Тойті, поні-ремонтник (С5Е10), інші
- Ніна Касторф — Піпсквік, Зесті Гурман, Октавія Мелоді, Саншауер, Випадкова поні (С5Е14), інші
- Юрій Коваленко — Шериф Сільверстар
- Ярослав Чорненький — Поні Тіней, Флем (у 8-му сезоні), Принц Ратерфорд (8x01-02), Траблшуз, Фенсі Пентс, Джек Пот, Ґледмен, Чароніг, інші
- Катерина Сергеєва — Зекора, Королева Кризаліс, інші
- Дмитро Завадський — Діскорд (5, 8 та 9 сезони), Флім (у 8-му сезоні), Дідусь Ґруф (8x01-02), Найт Лайт, Біг Бакс
- Олесь Гімбаржевський — Містер Кейк, Кондуктор (С5Е11), інші
- Тетяна Антонова — Трі Хаґґер, Делегат із Вінніаполіса (С5Е10), Поні з трупи 2 (С5Е16), інші
- Юрій Висоцький — Ґранд Пеа, Дідусь Ґруф (у 5-му сезоні)
- Максим Кондратюк — Сладж, Великий Татко МакКолт (у 7-му сезоні), Офіціант (С5Е09), Делегат із Мейнхеттену (С5Е10), інші
- Олександр Завальський — Стівен Маґнет, Флаффі Клаудс, Поні з трупи 3 (С5Е16), інші
- Андрій Твердак — Діскорд (у 6-му сезоні), Кренкі Дудл, Флім і Флем (у 6-му сезоні), Боу Хотхуф, Айрон Вілл, молодий Ґранд Пеа, Балк Біцепс (у 5-му сезоні), Кабалерон, Карамель, Б'юрід Лід, епізоди, диктор
- Михайло Жонін — Принц Рутерфорд (у 5-му сезоні), Великий Татко МакКолт (у 5-му сезоні), Балк Біцепс (у 5-му сезоні)
- Аліса Балан — Реріті (пісні, С5Е14)
- Андрій Соболєв (з 8 сезону) — Санбйорст, інші
- Дмитро Гарбуз (5-7 сезони) — Санбйорст, Торакс, Ференкс, Хупс, інші
- Андрій Мостренко — Принц Рутерфорд (у 7-му сезоні), Торч, Хард Хет, охоронець 1 (С5Е15), інші
- Марія Кокшайкіна — поні-реєстратор (С5Е17), Блю Боббін, мати (С6Е19)
- Ольга Радчук — Спойлд Річ (у 5-му сезоні), Клауді Кварц, Епл Роуз, Бабуся Сміт (6x23), Мер (7x13), лікар Фауна (7x05), інші
- Олег Лепенець — Стар Свірл Бородань, голова Нейсей, Скай Бік, Іґніус Рокпай
- Наталія Ярошенко — Королева Кризаліс (5-6 сезони), Фотофініш
- Євген Пашин — Бйорнд Оук, Філсі Річ (6x23), поні з вусами (С6Е02), інші
- Арсен Шавлюк — Тендер Тепс, Сноудеш (6x08), Чіпкаттер, Флітфут (у 6-му сезоні)
- Андрій Альохін — Діскорд (7x12), Стіджин, Тірек, Флім (вокал) (у 8-му сезоні), Кеттейл, Старстрік, Данді Ґранде, Містер Страйп, Балк Біцепс (у 7-му сезоні)
- Андрій Федінчик — Флеш Маґнус, Квібл Пентс, Тандерлейн, Стар Трекер
- Ганна Левченко — Брейберн (у 6-му сезоні)
- Юрій Кудрявець — Ху'Фар, Біґ Макінтош (частково у 6x23), інші
- Наталя Поліщук — Зекора (у 7-му сезоні), Вінді Віслс, Твайлайт Вельвет, лікар Фауна (7х23), епізоди
- Олександр Солодкий — Шорт Ф'юз, інші
- Дмитро Рассказов-Тварковський — епізоди

## Визнання

### Рейтинги
Мультсеріал «My Little Pony: Дружба — це диво» є найбільш рейтинговим шоу телеканалу Hub Network (нині Discovery Family). Середня кількість переглядів за місяць зросла із 1,4 до 4 мільйонів за прем'єрну трансляцію першого сезону та подвоїлася до початку другого. За даними Hasbro, фінальні пілотні епізоди другого сезону переглянули 1 032 400 глядачів, що стало рекордом телемережі станом на квітень 2012 року.

### Номінації та нагороди
Серіал «My Little Pony: Дружба — це диво» було номіновано на три нагороди British Columbia Leo Awards в області анімації: за найкращу програму, найкращу режисуру та найкраще звукове оформлення. Окрім цього, дві пісні із другого сезону — Becoming Popular та Find A Pet Song, обидві написані Деніелом Інгремом — номінувалися на 39-ту денну премію «Еммі» за найкращу оригінальну пісню в дитячому або анімаційному шоу, але не здобули її. Мультсеріал було визнано найкращим анімаційним шоу після мультсеріалу Легенда про Корру також на вебсайті TV.com, де «My Little Pony: Дружба — це диво» набрав понад 6,1 мільйона голосів та зайняв друге місце після  мультсеріалу «Легенда про Корру» який набрав 9,6 мільйонів голосів

### Критика
Мультсеріал отримав позитивні відгуки від телевізійних критиків. Тодд ВанДерУерфф (англ. Todd VanDerWerff) у своїй критиці для порталу A.V. Club схвалює те, що «My Little Pony: Дружба — це диво» сповнений щирої радості та позбавлений цинізму, на відміну від багатьох інших шоу, які стали культовими серед батьків та дорослих. Він поставив мультсеріалу оцінку B+, відзначивши стилізацію персонажів, відносно складні, як для дитячого телебачення, сюжети і хороший гумор, завдяки якому шоу сподобається і дітям, і дорослим. Женевьє Коскі (англ. Genevieve Koski) у своїй статті для цього ж порталу назвала мультсеріал прикладом того, як «дівчаче» шоу змогло влитися в нерд-культуру, що дозволило йому здобути більше визнання, аніж інші твори подібного типу. Емілі Ешбі (англ. Emily Ashby) із організації Common Sense Media, що наглядає за виховною цінністю дитячого телебачення, поставила мультсеріалу оцінку чотири із п'яти, наголосивши на важливості його посилів про дружбу, повагу й толерантність, але зауваживши, що мультсеріал «бере свій початок із добре відомої лінії книжок, ляльок і тому подібного», тож батькам слід бути обережними із дитячими забаганками, що можуть виникнути під його впливом. Ліз Оганезіан (англ. Liz Ohanesian) у статті для L.A. Weekly пише, що шоу є «абсолютно щирим у своїй ідеї про дружбу, але не ставиться до цього аж надто серйозно». Метт Морган (англ. Matt Morgan) у своїй статті для колонки «GeekDad» (з англ. Тато-ґік) журналу Wired хвалить мультсеріал за те, що йому «вдалося надати нового подиху тривалій власності Hasbro, при цьому вплівши у нього нотки „ґіковості“ і стати одним із небагатьох шоу, орієнтованих на дівчат, які „ґікуватий“ татко дивитиметься разом зі своєю донечкою».
Кетлін Ріхтер (англ. Kathleen Richter) із журналу Ms. вважає, що «My Little Pony: Дружба — це диво» нічого не змінила у жанрі анімації для дівчат, яка, на її думку, залишається "вкрай сексистською, расистською та гетеронормативною». До прикладу, вона стверджує, що через персонажа Рейнбоу Деш мультсеріал поширює стереотип того, що "усі феміністки — агресивні, зі хлопчачими замашками лесбійки», а також розцінює єдиних побачених на той момент темношкірих персонажів як слуг «білошкірій поні-повелительці». Лорен Фауст у своїй статті-спростуванні заперечує твердження Кетлін, відповівши, що хоча Рейнбоу Деш і має хлопчачий характер, "ніде у мультсеріалі не показана її сексуальна орієнтація», і «вважати андрогінних жінок лесбійками — украй несправедливо і до гетеросексуальних, і до гомосексуальних андрогінних жінок», а також що «колір ніколи і в жодному разі не слугував ознакою раси поні». Амід Аміді (англ. Amid Amidi) у своєму есе для тематичного вебсайту Cartoon Brew дає більш критичну оцінку мультсеріалу, називаючи його провісником «кінця ери авторської телевізійної анімації». В есе висловлюється незадоволення тим, що наймання такого креативного автора як Фауст для створення шоу на базі лялькового бренду — прояв згубної тенденції до виробництва лише прибуткових жанрів анімації, як-от рекламних шоу, і «визнання поразки цілого руху [творчої авторської анімації], піднятий білий стяг у індустрії телевізійної анімації».

## Популярність в Інтернет-культурі
Попри те, що цільовою аудиторією мультсеріалу є маленькі дівчата та їхні матері, «My Little Pony: Дружба — це диво» став інтернет-феноменом з шанувальниками чоловічої та жіночої статі віком від 13 до 35 років.

## Супутні продукція та медіа

Іграшкові поні Рейнбоу Деш і Твайлайт Спаркл

Мультсеріал «My Little Pony: Дружба — це диво» пов'язаний із оновленням іграшкової лінії My Little Pony 2010 року, котра включає в себе засновані на ньому фігурки персонажів і ігрові набори. Мультсеріалу присвячений розділ вебсайту Hasbro, де розміщена інформація для дітей та їхніх батьків, зокрема відомості про героїв, відеокліпи, інтерактивні ігри та медіа. Для шанувальників старшого віку виробляється різноманітна атрибутика із 15 категорій товарів (одяг, посуд тощо) за більш ніж 200 ліцензіями. Із квітня 2013 року Hasbro сумісно із Build-A-Bear Workshop пропонують персоналізовані м'які іграшки у стилі персонажів «My Little Pony: Дружба — це диво» на замовлення.
Американське видавництво Little, Brown and Company за ліцензією Hasbro навесні 2013 року видало кілька дитячих книжок для читачів різного рівня, зокрема під брендом Friendship is Magic, серед яких офіційний путівник по епізодах мультсеріалу. Сумісно із Ruckus Media, у жовтні 2011 року Hasbro випустила застосунок для мобільної операційної системи iOS під назвою «Twilight Sparkle: Teacher for a Day» (з англ. Твайлайт Спаркл: вчителька на день), що вчить дітей читати за допомогою міні-ігор. Також Barnes & Noble Nook випустили для Hasbro кілька електронних книг, що містять адаптації історій із мобільного застосунку.
Ігрова компанія Gameloft отримала від Hasbro ліцензію на створення ігор для мобільних пристроїв. Першу однойменну з мультсеріалом гру My Little Pony: Friendship Is Magic для пристроїв під керуванням iOS та Android було випущено 8 листопада 2012 року. Гра виконана в жанрі симулятора розбудови міста, має соціальну складову та вбудовані міні-ігри. Попри те, що гра спрямована на молодшу аудиторію, Gameloft залишила в ній відсилання для гравців зі спільноти броні, як-от вподобаних шанувальниками персонажів та популярних поні другого плану.
У період між показами третього та четвертого сезону відбувся вихід повнометражного фільму-спінофу під назвою Дівчата з Еквестрії, прем'єра якого відбулася на кінофестивалі Los Angeles Film Festival 15 червня 2013 року. За хронологією, події фільму відбуваються одразу після закінчення третього сезону мультсеріалу. Твайлайт Спаркл разом зі своїми друзями вирушає на Раду Принцес. Уночі перед Радою, Са́нсет Ші́ммер (англ. Sunset Shimmer — Західне Жевріння), колишня учениця Принцеси Селестії, викрадає корону Твайлайт і зникає з нею за магічним дзеркалом. Твайлайт вимушена пройти крізь дзеркало, що веде до паралельного «людського» світу, перетворившись при цьому на людину і потрапивши до Кантерлотської вищої школи, де їй доведеться навчитися поводитися як людина, влитися у колектив і дістати вкрадений артефакт, без якого Елементи Гармонії не матимуть сили в Еквестрії. Під час свого звикання до людської форми вона зустрічає дівчат, що є точнісінькими двійниками її друзів із Понівіля, і які допомагають їй зупинити Сансет Шіммер та відвоювати корону. Фільм вироблено на замовлення Hasbro, яка мала намір розширити існуючу лінію іграшок «My Little Pony: Дружба — це диво» людським втіленням знайомих персонажів із метою зробити їх ближчими до аудиторії: за словами Hasbro, «зображення поні у вигляді людей допоможе діткам співпереживати з героями». Аби зберегти послідовність фільму із мультсеріалом, Hasbro найняла ту ж команду, що і для шоу, на чолі зі сценаристом Меган МакКарті, яка стверджує, що завдяки фільму «нам вдалося розкрити тему багатьох людських стосунків, які у світі поні працювали би не зовсім так». Фільм приурочено до 30-ї річниці бренду My Little Pony. Покази Equestria Girls почалися 16 червня 2013 року в обраних кінотеатрах Сполучених Штатів; згодом фільм буде видано на DVD і показано на телеканалі Hub Network.
Компанія Enterplay, LLC отримала ліцензію на створення колекційних карток, заснованих на мультсеріалі. Перший набір було випущено на початку 2012 року, другий набір планується випустити у 2013 році. Окрім базового набору карток компанія неодноразово пропонувала ексклюзивні картки на різних фан-конвентах, які здобули колекційну цінність.
Hasbro ліцензувала використання персонажів та елементів шоу для випуску коміксів, що почали публікуватися видавництвом IDW Publishing у листопаді 2012 року. Авторами та художниками коміксів є Кеті Кук (англ. Katie Cook) та Енді Прайс (англ. Andy Price). Перший випуск станом на початок жовтня уже одержав понад 90 000 попередніх замовлень, через що став найбільш продаваним коміксом місяця, а видавництву довелося друкувати другу партію, щоб задовольнити попит. Перший випуск був виданий із дев'ятнадцятьма різними обкладинками, 6 з яких поширені, а решта — колекційні або ексклюзивні для окремих книгарень та мереж.
16 квітня 2013 року Hasbro уклала угоду із World Trade Jewelers про випуск ювелірних виробів, заснованих на мультсеріалі «My Little Pony: Дружба — це диво». Початок продажу колекції заплановано на жовтень 2013 року.
Японський дитячий журнал Pucchigumi видавництва Сьоґакукан випускає манґа-адаптацію мультсеріалу «My Little Pony: Дружба — це диво». Початок випуску був приурочений до прем'єрного показу мультсеріалу в цій країні у квітні 2013 року.

### Фанарт
Навколо серіалу згуртовалася також специфічна доросла аудиторія, яка називає себе «броні» (англ. bro pony). Це переважно чоловіки віком від 18 до 35, використовують образи мультсеріалу для створення кросоверів, що пов'язані з комп'ютерними іграми (наприклад — «Fallout Equestria») та порнографічного фанарту.
Історія броні пов'язана з сайтом для розповсюдження картинок 4chan.org, де порнографічні картинки з героями мультику проникли у категорію /b/, яка на цьому сайті була присвячена порнографії. Спільнота броні є яскравим прикладом так званого «парафілічного інфантилізму».
Вийшов аудіокнигу My Little Pony: Love